# Rhacophorus calcaneus
Rhacophorus calcaneus är en groddjursart som beskrevs av Smith 1924. Rhacophorus calcaneus ingår i släktet Rhacophorus och familjen trädgrodor. IUCN kategoriserar arten globalt som nära hotad. Inga underarter finns listade i Catalogue of Life.